# Absalon (biskup duński)

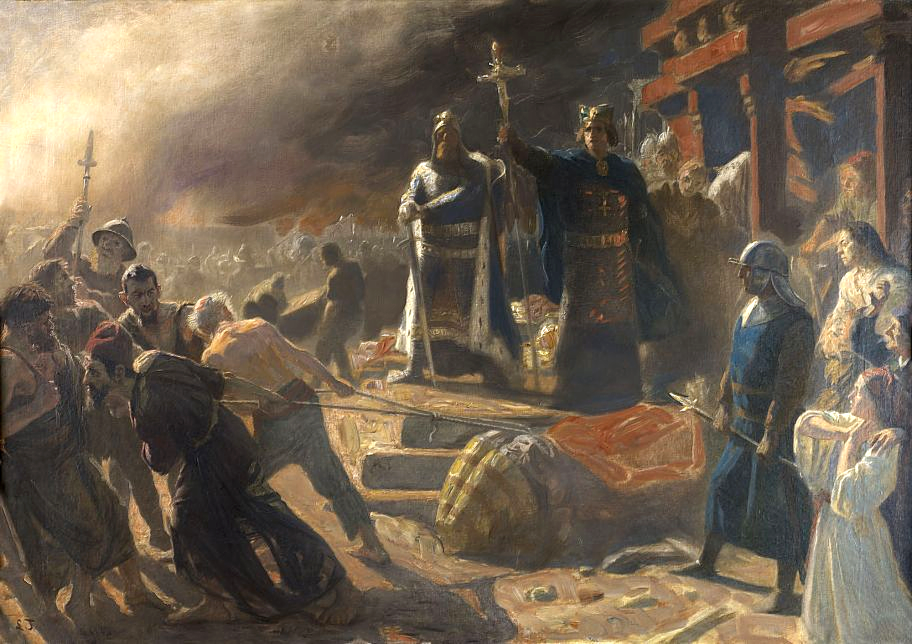
Biskup Absalon obala posąg Świętowita w Arkonie

Absalon (ur. 1128, zm. 21 marca 1201) – duński polityk średniowieczny, biskup Roskilde (1158–1191), arcybiskup Lund (od 1178). Za panowania Kanuta VI Absalon w praktyce rządził Danią (Kanut został koronowany w wieku siedmiu lat). Założyciel Akademii w Sorø, najstarszej duńskiej szkoły.

## Życiorys
Należał on do potężnego klanu Hvide z wyspy Zelandia. Jego ojcem był Asser Rig, jarl i dowódca wojskowy. W młodości wychowywał się z późniejszym królem Danii Waldemarem I. Absalon był bliskim współpracownikiem i doradcą króla Waldemara I i jednym z najważniejszych sprawców duńskiej ekspansji pod koniec XII wieku. Osobiście uczestniczył (jako wódz i współorganizator) w morskich wyprawach przeciw m.in. Słowianom połabskim i miał odznaczyć się wielokrotnie męstwem dowodząc duńskimi siłami. Saxo Gramatyk przypisał mu wiele zasług, jak na przykład uczestnictwo w podboju i nawróceniu Rugii, gdzie niemal własnoręcznie miał niszczyć posągi słowiańskich bóstw (1168), uratowanie floty duńskiej od zagłady w czasie wyprawy na Pomorze Zachodnie (1170), a także dowodzenie w bitwie koło przylądka Darsin (1184), w której zostały pokonane siły księcia pomorskiego Bogusława I. Saxo napisał o nim, jako o świadku opisywanych wydarzeń i jednocześnie inspiratorze powstania kroniki Gesta Danorum. Na kartach tego dzieła jawi się nam jako barwna postać, typowo średniowieczna: kulturalny i wykształcony biskup, jednocześnie gromiący pogan i piratów z toporem w ręku, przemierzający morza na czele wojennej floty.
W 1193 roku osiedlił cystersów w Bergen na Rugii.